# Большая Клешня
Урочище Большая Клешня (включая Лисий луг) —  уникальный природный комплекс — сообщество пойменных лугов и леса, являющееся местом произрастания и обитания ценных, малочисленных, редких и исчезающих видов растений и животных, в том числе занесённых в Красную книгу Волгоградской области. Памятник природы регионального значения.

## Описание
Расположен на правобережье реки Дон в пойменной части, в 3 километрах на север от хутора Логовский (Клетский район, Перекопское сельское поселение). Площадь ООПТ — 234 га. Физико-географический регион: Восточно-Европейская равнина, Донская возвышенность, Чирско-Донской район, подрайон низких плато. Природная зона — степная, подзона — сухих степей на каштановых почвах. Ландшафт Придонский возвышенный плоско-выпуклый овражно-балочный. Часть земель относится к землям сельскохозяйственного назначения, часть — к землям лесного фонда.
Почвенный покров представлен пойменными дерново-зернистыми среднемощными и маломощными глинистыми и тяжелосуглинистыми почвами. Почвообразующие породы — аллювиальные отложения разного гранулометрического состава, с преобладанием глинистых и тяжелосуглинистых. Коренные породы — покровные четверичные отложения меловой системы. Гидрологическая сеть представлена рекой Дон и озёрами: Гагарина, Филатовское, Клешня, Крулькова. Растительность представлена в основном сообществами пойменного луга и в меньшей степени — пойменного леса.
Объекты, занесённые в Красные книги Российской Федерации и Волгоградской области:
1. Bubo bubo — Филин, категория статуса редкости на территории Волгоградской области 3; категория статуса редкости по Красной книге Российской Федерации 2.
2. Protaetia aeruginosa — Бронзовка гладкая, категория статуса редкости на территории Волгоградской области 2.
3. Ciconia ciconia — Белый аист, категория статуса редкости на территории Волгоградской области 3.
4. Potamogetum acutifolius — Рдест остролистный, категория статуса редкости на территории Волгоградской области 3б; региональный критерий редкости С.
5. Trapa natans — Водяной орех (чили́м), категория статуса редкости на территории Волгоградской области 3б; региональный критерий редкости А.

## Ограничения на использование земель
Памятник природы учреждён постановлением Главы Администрации Волгоградской области от 25.08.2009 года № 993 «Об объявлении территорий в границах Дубовского, Клетского, Старополтавского, Суровикинского муниципальных районов Волгоградской области памятниками природы регионального значения». 
На территории Памятника природы запрещаются:
- распашка земель, строительство зданий и сооружений, дорог и трубопроводов, линий электропередач и прочих коммуникаций, взрывные работы и разработка новых месторождений полезных ископаемых;
- нерегулируемый выпас скота и его прогон по территории Памятника природы;
- сбор и уничтожение растений;
- рубка лесных насаждений, кроме санитарно-оздоровительных мероприятий (вырубка погибших и повреждённых лесных насаждений, очистка лесов от захламления, загрязнения и иного негативного воздействия);
- изменение установившегося гидрологического режима территории;
- применение ядохимикатов и химических средств защиты растений сельскохозяйственными и другими организациями и предприятиями без предварительного согласования со специально уполномоченным органом;
- проезд транспорта вне дорог общего пользования, стоянка транспорта вне отведенных мест;
- размещение отходов производства и потребления;
- предоставление земельных участков под застройку для коллективного и индивидуального садоводства и огородничества, организации подсобного хозяйства.

За обеспечение охраны и функционирование ООПТ несёт ответственность Комитет охраны окружающей среды и природопользования Волгоградской области.